# Tüpfel
Als Tüpfel werden in der Pflanzenanatomie dünne Stellen oder Aussparungen in der Sekundärwand von Pflanzenzellen bezeichnet, die dem Stoffaustausch zwischen benachbarten Zellen dienen. Die Gesamtheit der Tüpfel und ihre Anordnung wird als Tüpfelung bezeichnet.

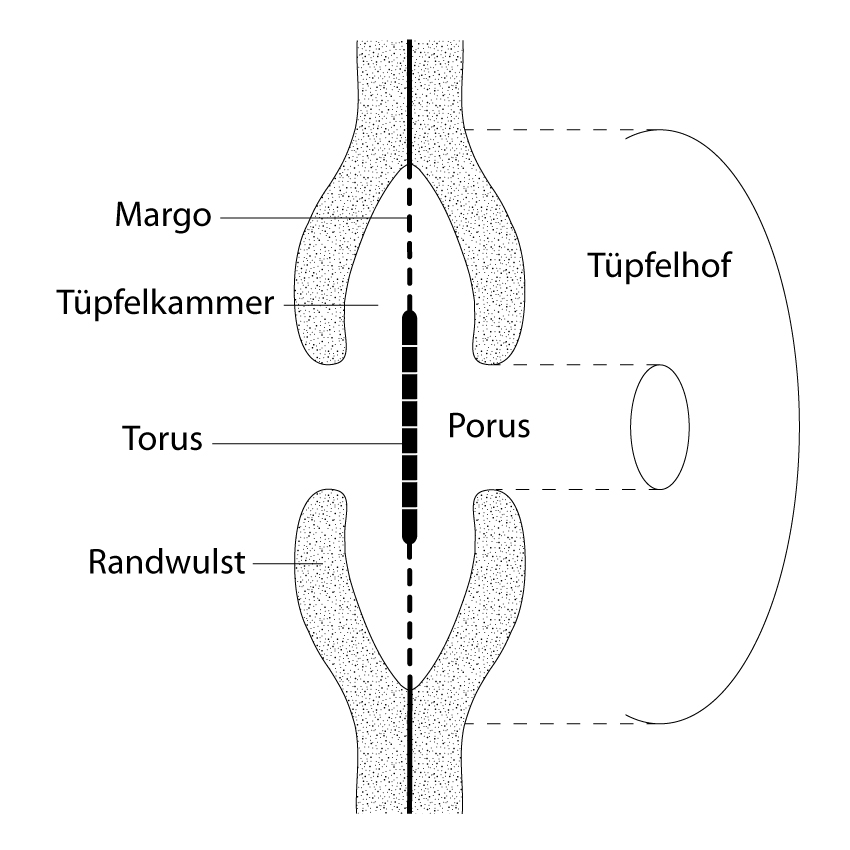
Schematische Darstellung eines Hoftüpfels im Frühholz der Pinaceae

## Funktion
Bei pflanzlichen Zellen mit unverholzten Primärwänden ist ein Stoffaustausch zwischen den Zellen bis zu einer Teilchengröße von 5 nm möglich. Infolge der Verholzung der Zellwände, die deren Festigkeitseigenschaften verbessert, wird die Durchlässigkeit jedoch stark herabgesetzt. Um einen seitlichen Stoffaustausch in die Nachbarzelle zu gewährleisten, werden dort, wo es erforderlich ist, Tüpfel angelegt.
Bei Druckänderung im Zelllumen kann es zu einem Tüpfelverschluss verkommen.

## Aufbau
Ein Tüpfel besteht aus einer Tüpfelhöhle und einer Tüpfelmembran (Schließhaut). Meist liegen sich zwei Tüpfel gegenüber, sodass ein Tüpfelpaar entsteht. Zwischen den beiden aneinandergrenzenden Zellen befindet sich nur die Tüpfelschließhaut, die aus der Mittellamelle und den dünnen Primärwandschichten besteht. Sie begrenzt die Tüpfelhöhle in Richtung der Nachbarzelle, während zum Zelllumen hin die Höhle offen ist. Je nach Ausbildung der Tüpfelhöhle lassen sich drei Typen von Tüpfel unterscheiden: Hoftüpfel, einseitig behöfte Tüpfel und einfache Tüpfel.

### Hoftüpfel

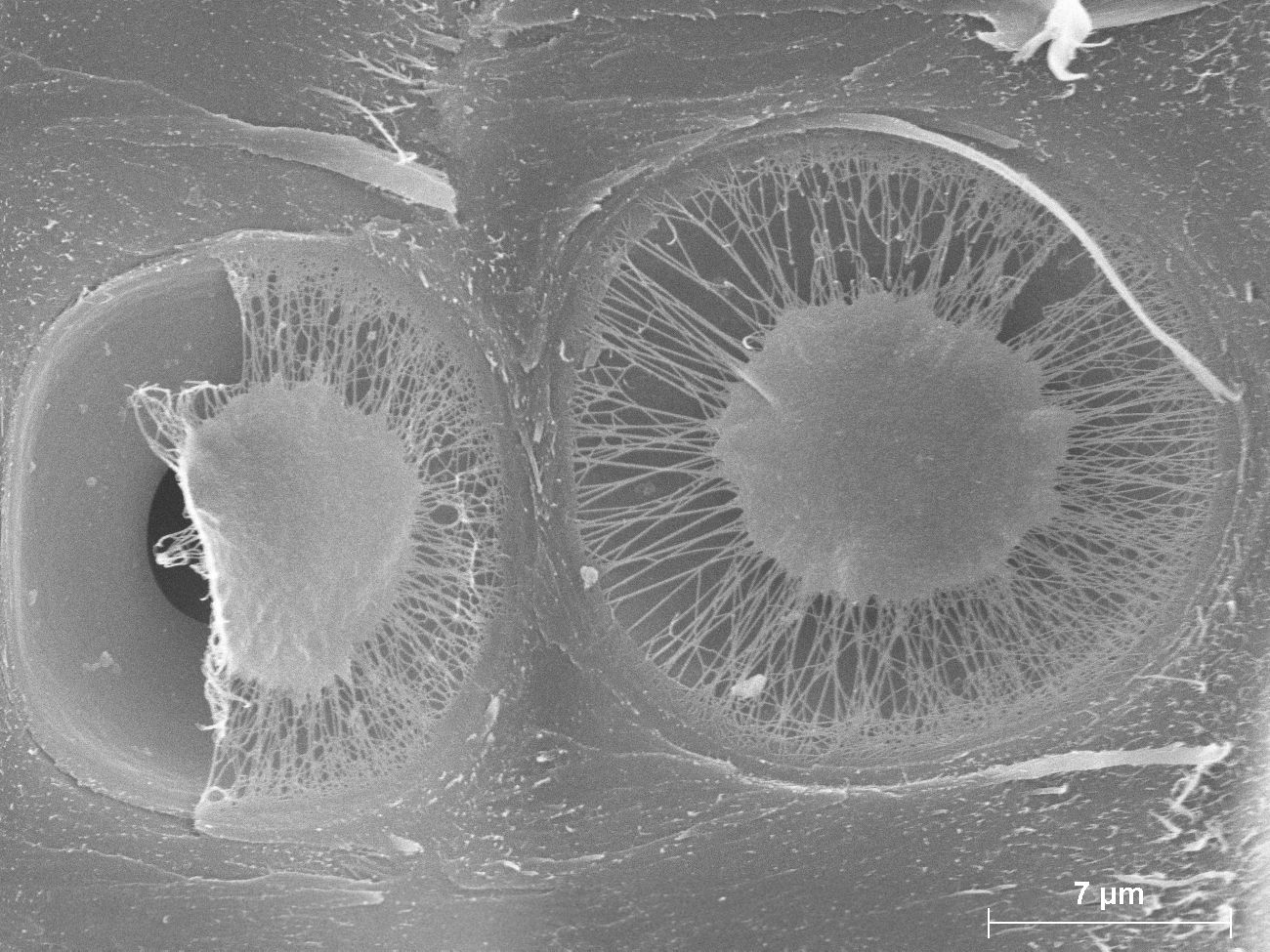
Hoftüpfel (Picea abies)

Hoftüpfel, d. h., beidseitig behöfte Tüpfel, kommen zwischen toten wasserleitenden und festigenden Zellen (Tracheiden, Tracheen) vor. Im Gegensatz zu den einfachen Tüpfeln hebt sich bei den Hoftüpfeln die Sekundärwand von der Mittelschicht (Mittellamelle + Primärwand) ab und überwölbt diese als Randwulst. Dadurch erweitert sich der Tüpfelkanal trichterförmig zu einer Tüpfelkammer, deren runde bis spaltförmige Öffnung in das Zelllumen als Porus bezeichnet wird. Vom Lumen aus betrachtet zeichnet sich die Wölbung der Randwulst um den Porus als Hof ab.
Die Tüpfelmembran ist bei den Hoftüpfeln der Pinaceae in der Mitte zu einem kreisförmigen Torus (lat. Polster) verdickt. Der Rand des Torus ist gefranst. Die Fransen gehen allmählich in Fäden über, die eine netzartige Margo (lat. Rand) bilden, welche für Flüssigkeiten durchlässig ist.
Hoftüpfel in den Tracheen der Bedecktsamer (Angiospermen) besitzen eine schlitzartige Öffnung und keinen Torus an der Schließhaut. Bei einigen Dikotylen gibt es skulpturierte Hoftüpfel, bei denen die Höhle des Tüpfels mit warzenartigen Bildungen besetzt ist. In den Wänden der Libriformfasern befinden sich schräg-spaltenförmige Tüpfel, wobei die Spalten eines Tüpfelpaares gegeneinander verdreht sind.

### Einseitig behöfte Tüpfel

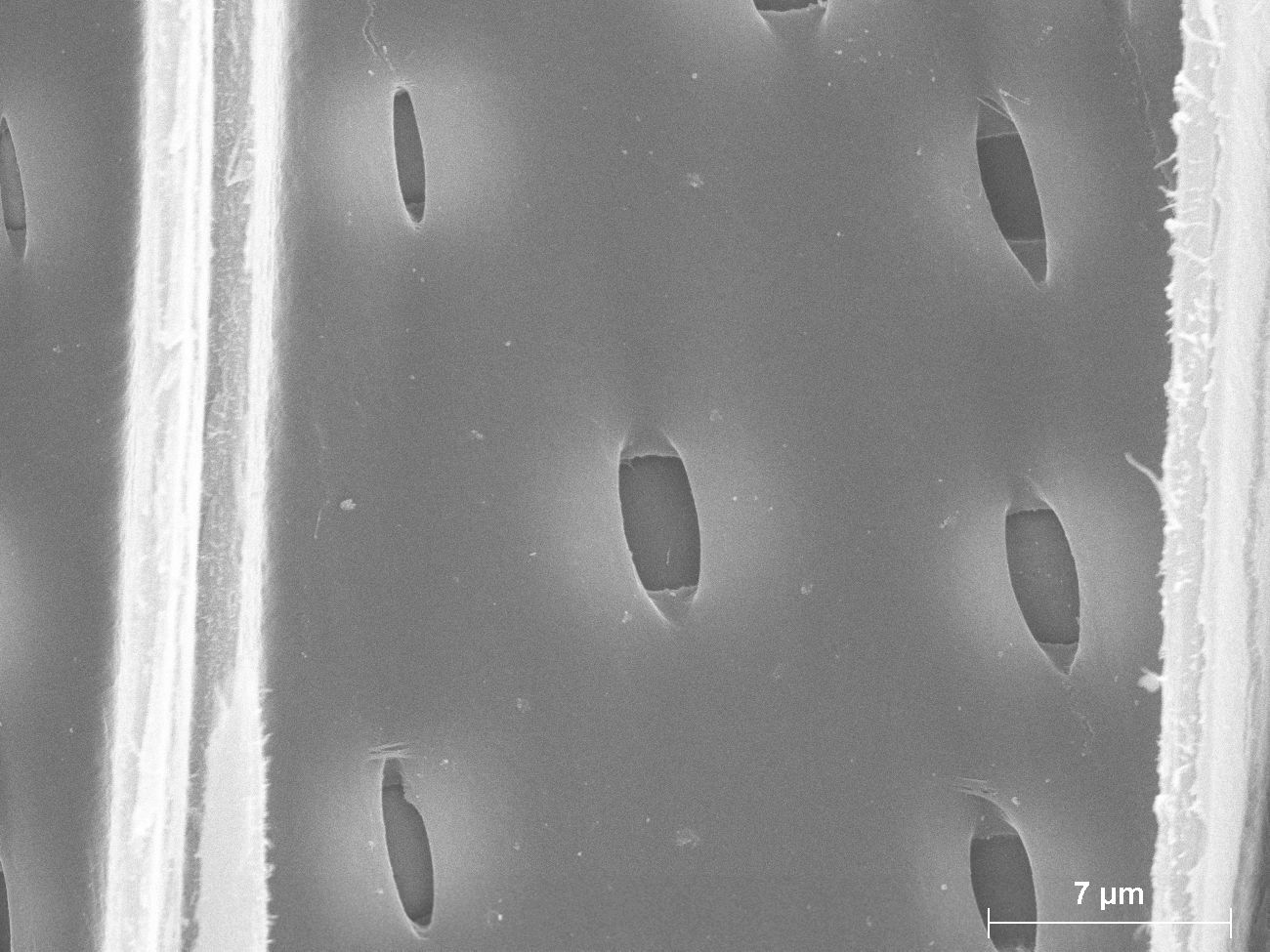
Piceoide, einseitig behöfte Tüpfel im Kreuzungsfeld (Picea abies)

Grenzen Parenchymzellen und Tracheiden/ Gefäße aneinander, treten einseitig behöfte Tüpfel auf. Bei ihnen besteht der Tüpfelhohlraum auf Seiten der Parenchymzelle aus einem Kanal, auf der gegenüberliegenden Seite besitzt er die Form einer Tüpfelkammer. Wie bei den einfachen Tüpfeln auch, so fehlt sowohl die zentrale Verdickung (Torus) als auch der porige Charakter der peripheren Membranbereiche (Margo). Anzahl und Gestalt der einseitig behöften Tüpfel in den Kreuzungsfeldern ist von großer Bedeutung bei der Bestimmung von Nadelhölzern. Hinsichtlich der Gestalt der Pori auf Seiten der Längstracheiden werden unterschieden:
- Fenstertüpfel: großflächige, fast die gesamte Kreuzungsfeldfläche ausfüllende Pori
- Pinoide Tüpfel: ovale bis rundliche Pori mit reduzierten Randwülsten
- Piceoide Tüpfel: schlitzförmige, den Hofumriss überlappende Pori
- Cupressoide Tüpfel: linsenförmige, den Hofumriss nicht überlappende Pori
- Taxodiode Tüpfel: ovale bis rundliche, den Hofumriss nicht überlappende Pori.[2]

### Einfache Tüpfel

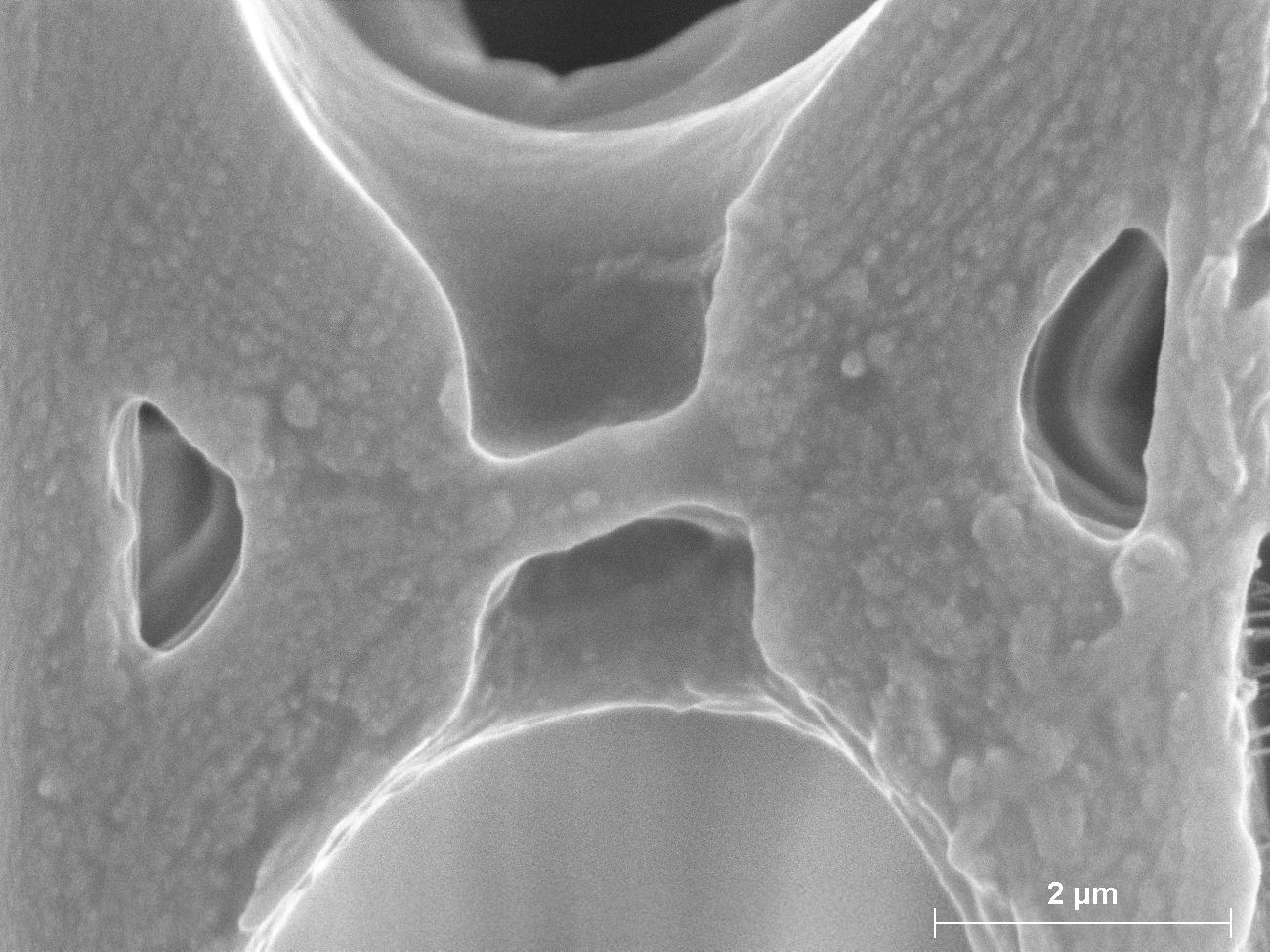
Einfacher Tüpfel und Interzellularen zwischen zwei Strahlparenchymzellen (Picea abies)

Durch einfache Tüpfel stehen Parenchymzellen miteinander in Verbindung. Der Tüpfelhohlraum ist bei diesen Tüpfeln als Kanal ausgebildet. Durch die Tüpfelmembran hindurch verlaufen als Plasmodesmen bezeichnete cytoplasmatische Stränge, die dem Stoffaustausch dienen. Die Stellen, an denen später Tüpfel entstehen, sind in der Primärwand als dünne Stellen zu erkennen. Sie sind dicht von Plasmodesmen durchzogen und werden primäres Tüpfelfeld genannt.

### Einseitiger Tüpfel
Einseitige Tüpfel oder blinde Tüpfel besitzen keinen Komplementärtüpfel in der benachbarten Zelle. Sie führen zu Interzellularräumen oder enden an der Mittelschicht. Wahrscheinlich handelt es sich bei ihnen um unvollständig ausgebildete Tüpfel ohne weitere Funktion.

## Geschichte
Die ersten Abbildungen von Tüpfeln finden sich bei Marcello Malpighi 1675 und Antoni van Leeuwenhoek 1722. Lange wurden sie als Warzen oder Löcher in der Wand angesehen und als Poren bezeichnet. Ludolph Christian Treviranus sprach von getüpfelten oder punktierten Gefäßen. Hugo von Mohl hat 1828 erkannt, dass es sich hierbei nicht um Poren, sondern um dünne Stellen handelt, um Tüpfel.